# Stoïcisme moderne
Le stoïcisme moderne désigne un mouvement intellectuel qui vise à adapter au maximum les principes de recherche du bonheur individuel issus de la philosophie stoïcienne aux exigences particulières de la fin XXe siècle et du XXIe siècle. 
Il s'agit plus précisément d'un mouvement hétérogène se rattachant à de multiples groupes de recherche et cercles de réflexion à travers le monde et qui traite des thèmes stoïciens classiques en les inscrivant dans un contexte de mutations technologiques, de globalisation, de consommation de masse et de montée de l'individualisme. Il ne doit pas être confondu avec le néo-stoïcisme, un phénomène analogue au XVIIe siècle.
Employé par les médias, l'usage de l'expression « stoïcisme moderne » ou « stoïcisme contemporain » ne se restreint pas à un milieu élitiste et académique mais met au contraire en avant un phénomène plus populaire de regain d'intérêt pour la pensée stoïcienne. Cette résurgence du stoïcisme est matérialisée par l'émergence de nombreux sites internet spécialisés, par une plus grande présence sur les réseaux sociaux et une augmentation des ventes de livres consacrés au courant philosophique,. Il est également employé lors de la couverture médiatique d'événements annuels comme la semaine stoïcienne (Stoic Week) ou encore la Stoicon (Stoic Conference),,. Le 16 octobre 2021 a eu lieu à Cergy-Pontoise la Stoicon-x Paris, organisée par l'association Stoa Gallica. Durant la pandémie de covid-19, on assiste à une recrudescence des publications consacrées au stoïcisme, en particulier sur internet. Néanmoins, ce regain d'intérêt pour le stoïcisme est antérieur à 2020.
Dans le monde anglophone, ce mouvement est représenté notamment par l'association Modern Stoicism, groupe de recherche qui rassemble depuis 2012 philosophes universitaires et psychothérapeutes,. Dans le monde francophone, ce mouvement intellectuel est représenté notamment par l'association Stoa Gallica, qui a pour but de « favoriser les échanges entre les personnes francophones désireuses de découvrir et de pratiquer le stoïcisme contemporain ». Influencés par Pierre Hadot, les membres de cette association, universitaires et non-universitaires, défendent une conception de la philosophie considérée comme mode de vie et témoignent de l'intérêt actuel du stoïcisme,.